# Christian Friedrich von Stockmar
Christian Friedrich Freiherr, barone von Stockmar (Coburgo, 22 agosto 1787 – Coburgo, 9 luglio 1863), è stato un politico belga naturalizzato inglese e una delle figure dominanti sotto il regno della regina Vittoria.

## Biografia

### Gioventù ed educazione
Nacque a Coburgo da una famiglia di origini svedesi. Studiò medicina e divenne il medico personale del Principe Leopoldo di Sassonia-Coburgo-Gotha (futuro re del Belgio), all'epoca del suo matrimonio con la figlia del re d'Inghilterra Giorgio IV e principessa del Galles Carlotta Augusta di Hannover (1816).

### Al servizio di Re Leopoldo
Carlotta morì dando alla luce un bambino morto circa un anno dopo (se Carlotta fosse sopravvissuta Leopoldo sarebbe diventato Principe Consorte del Regno Unito), e Stockmar, che era al servizio di Leopoldo come suo segretario personale e consigliere politico, lo aiutò a superare questo trauma. 
Nel 1831 Leopoldo venne scelto come Re dei Belgi. Stockmar ritornò a Cuburgo, pur continuando a consigliare il sovrano. Nel 1837 fu inviato da Leopoldo in Inghilterra come consigliere della regina Vittoria; uno dei suoi primi incarichi fu quello di propiziare il matrimonio della regina con un nipote di re Leopoldo, il principe Alberto di Sassonia-Coburgo-Gotha. Dopo il matrimonio, Stockmar, che aveva ricevuto dal re di Sassonia il titolo di barone, divenne il loro consigliere segreto, intervenendo in diverse crisi.

### Ambasciatore al Parlamento tedesco
Nel 1848 fu nominato ambasciatore di Coburgo al Parlamento tedesco. La sua rilevanza nell'ambito dei circoli politici del Regno Unito provocò del risentimento nei suoi confronti per quello che veniva considerata un'ingerenza da parte del principe Alberto, e più in generale da parte della Germania, negli affari interni britannici.

### Matrimonio
Nel 1832 sposò Fanny Sommer ed ebbero due figli: Ernst Alfred Christian (1823-1886) e Carl August (1836-1909). Malato già da tempo, il barone morì nella sua Coburgo nel 1863.